# Tomasz Chmielewski
Tomasz Chmielewski (Elbląg, 23 ottobre 1983) è un pentatleta polacco.

## Palmarès
- Campionati europei

Montepulciano 2005: bronzo nella staffetta a squadre.